# Lissolepis coventryi
Espèce
Synonymes
- Egernia coventryi Storr, 1978

Lissolepis coventryi est une espèce de sauriens de la famille des Scincidae.

## Répartition
Cette espèce est endémique d'Australie. Elle se rencontre en Australie-Méridionale et au Victoria. Sa présence est incertaine en Nouvelle-Galles du Sud.

## Description
C'est un saurien vivipare.

## Étymologie
Cette espèce est nommée en l'honneur d'Albert John Coventry.

## Publication originale
- Storr, 1978 : The genus Egernia (Lacertilia, Scincidae) in Western Australia. Records of the Western Australian Museum, vol. 6, no 2, p. 147-187 (texte intégral).